# Dwergkruiper
De dwergkruiper (Harpalus pumilus) is een keversoort uit de familie van de loopkevers (Carabidae). De wetenschappelijke naam van de soort werd in 1818 gepubliceerd door Jacob Sturm.